# Guillaume Bijl

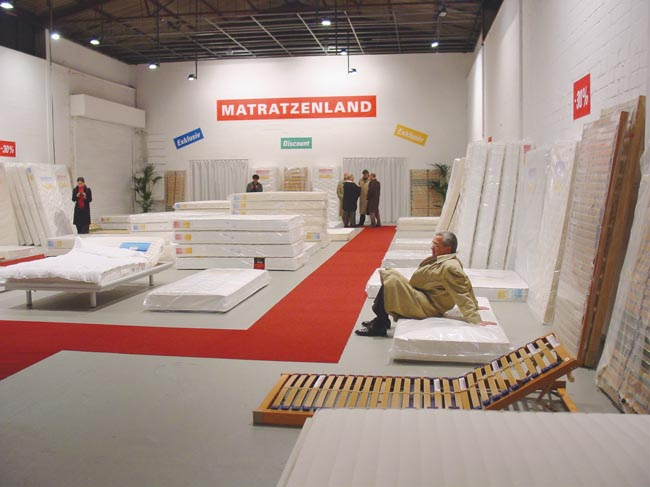
Installatie Matratzenland, 2002, Kunsthalle, Münster

Guillaume Bijl (Antwerpen, 19 maart 1946 – Wilrijk, 15 juni 2025) was een Belgische beeldhouwer en installatiekunstenaar. Guillaume Bijl woonde en werkte in Antwerpen.

## Leven en werk
Bijl was als kunstenaar een autodidact. Hij volgde een theateropleiding en was achtereenvolgens werkzaam als decorbouwer en schilder. Vanaf de tweede helft van de jaren zeventig ging hij ruimtelijke objecten maken en zocht hij alternatieven voor de conceptuele kunst. In expositieruimtes voor beeldende kunst bouwde hij imitaties van alledaagse interieurs zoals een autorijschool, een matrassenhandel en een veilinghuis. Hij werkt binnen vier thematische hoofdgroepen.
Bijl nam in 1988 deel aan de Biënnale van Venetië. In 1992 werd hij met zijn documenta-wassenbeeldenmuseum uitgenodigd voor deelname aan documenta IX in Kassel. Hij was van 2001 tot 2011 hoogleraar beeldhouwkunst aan de Kunstakademie Münster in Münster, als opvolger van Joachim Bandau. Hij nam deel aan de manifestatie Skulptur Projekte 2007 in Münster.
De kunstenaar woonde en werkte in Antwerpen.
Bijl overleed op 15 juni 2025 op 79-jarige leeftijd.

## Werken (selectie)
Bijl heeft zijn werk onderverdeeld in vier hoofdgroepen, te weten:
- gevonden composities (Compositions trouvées) - projecten met objets trouvés, onder andere:

Composition trouvée (1991), Museum Boymans Van Beuningen in Rotterdam
- situatie-installaties (een niet-realiteit in de realiteit), onder andere:

Bird Installation (1992),
Documenta-Wax-Museum (1992-2005) in Münster
Roman Street (1994) in het Openluchtmuseum voor beeldhouwkunst Middelheim in Antwerpen
Supermarket-Installating en Shopping (2002), Tate Liverpool in Liverpool
Matratzenland (2003), Haverkampf Kunsthalle in Münster
Ein neuer erfolgreicher Tag (2008), Neumarktstraße in Wuppertal-Elberfeld
- sorry-installaties (hedendaagse, archeologische stillevens), onder andere:

Archeological Site (2007) voor Skulptur Projekte 2007 in Münster
- transformatie-installaties (een realiteit in de niet-realiteit), onder andere:

Autorijschool Z (1979), Galerie Z in Antwerpen - thans collectie M HKA in Antwerpen
Neuer Supermarkt (1990), Galerie Littmann in Bazel
TV Quiz Decor (1993), Biënnale van Lyon in Lyon
Auction House (1992-1998), Kunstverein Hannover in Hannover
Inter-phone center (2001), Kabinett für Aktuelle Kunst in Bremerhaven
- Feestelijke beeldenreeks (2014), in Amsterdam

## Galerij

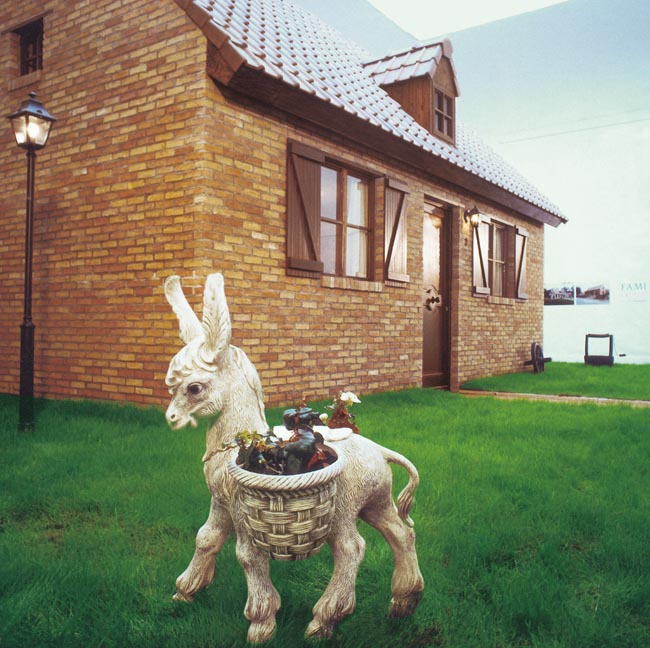
Fami-Home (1988), Biënnale van Venetië
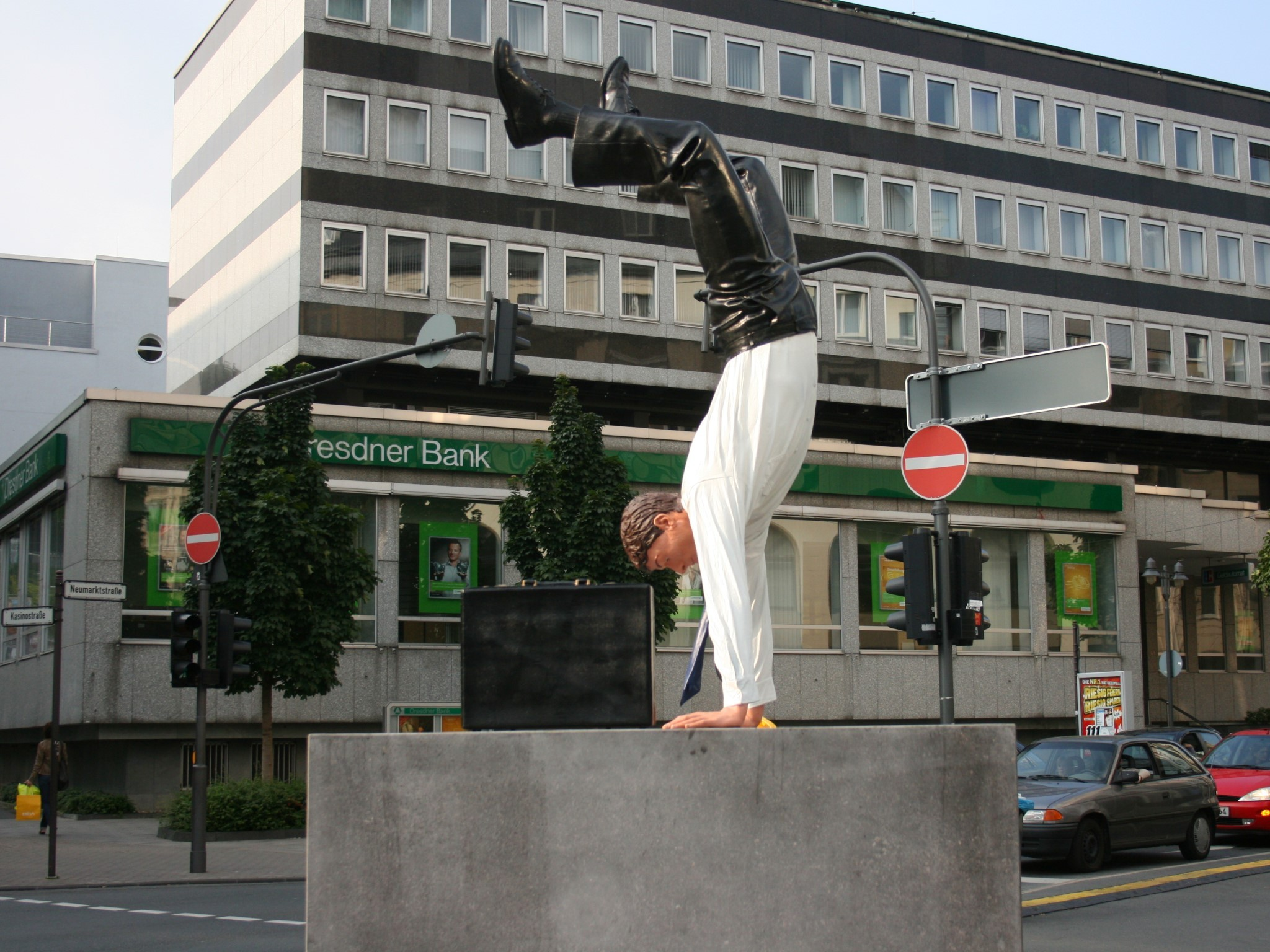
Ein neuer erfolgreicher Tag (2008), Wuppertal
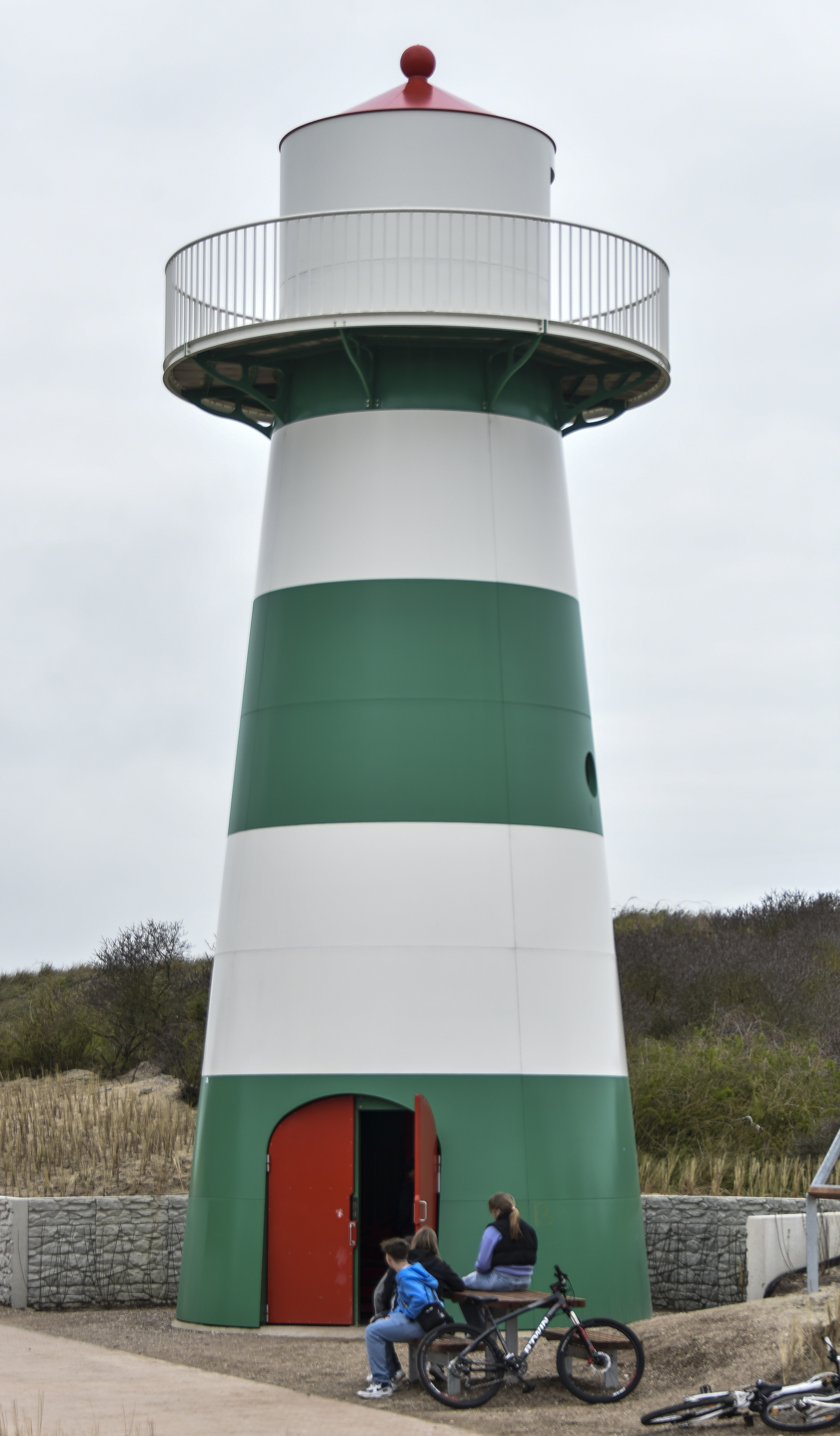
Vuurtoren-Uitkijktoren in Vosseslag
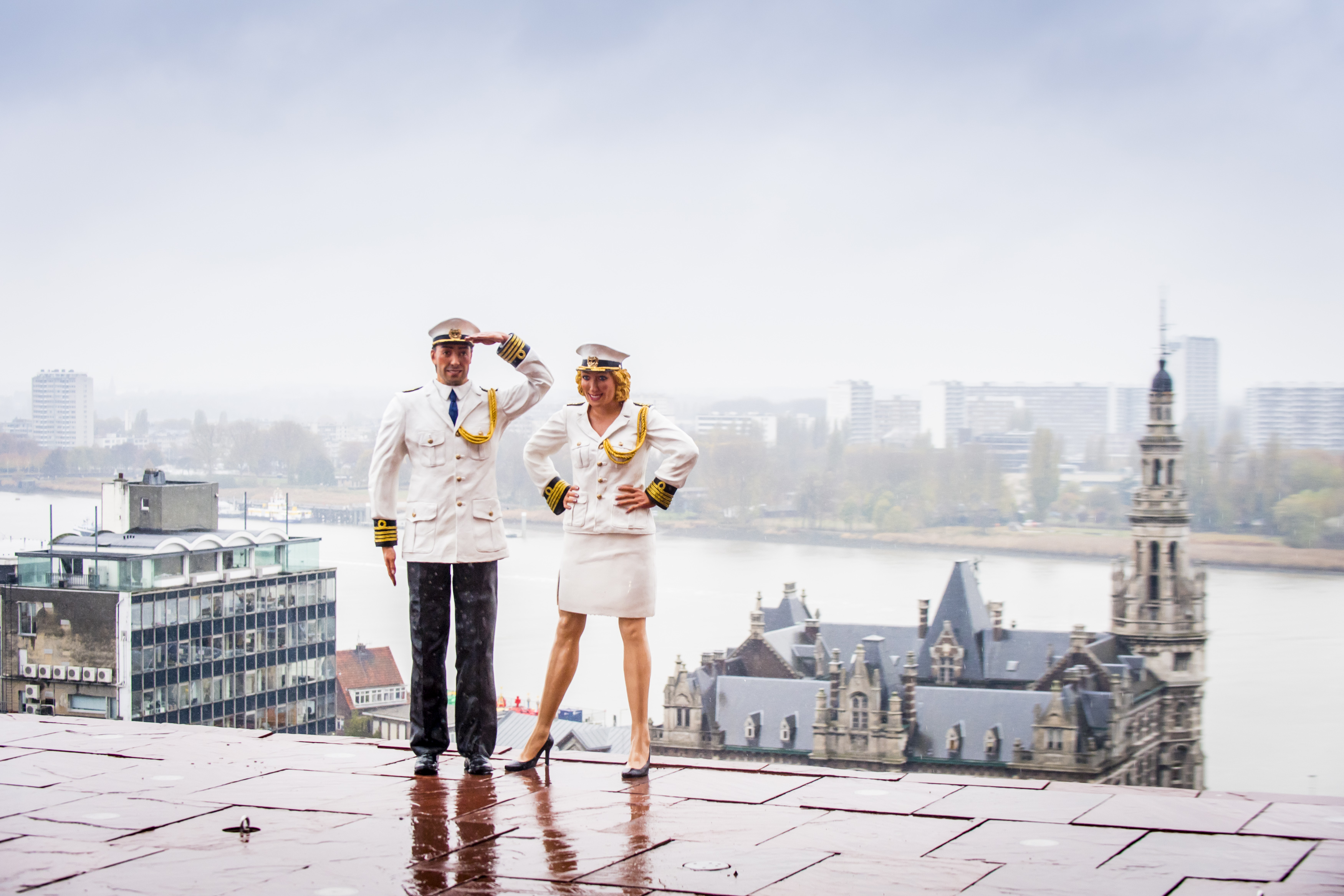
Groetend Admiraal Koppel (op de achtste verdieping van het MAS